# Lagarde-Enval
Lagarde-Enval – miejscowość i dawna gmina we Francji, w regionie Nowa Akwitania, w departamencie Corrèze. W 2013 roku populacja ówczesnej gminy wynosiła 822 mieszkańców. 
W dniu 1 stycznia 2019 roku z połączenia dwóch ówczesnych gmin – Lagarde-Enval oraz Marc-la-Tour – powstała nowa gmina Lagarde-Marc-la-Tour. Siedzibą gminy została miejscowość Lagarde-Enval. 